# Dewoitine

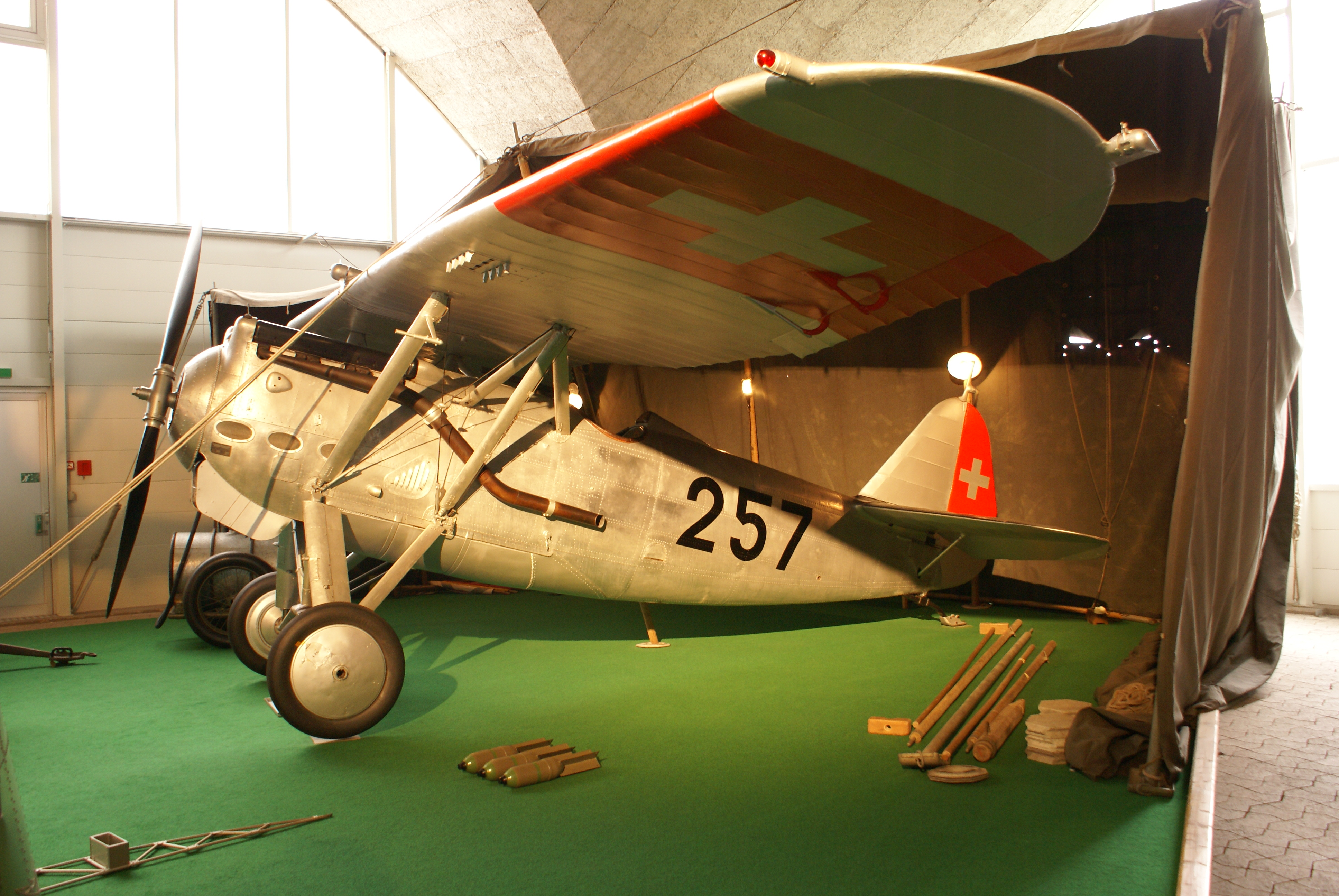
Dewoitine D.27

Dewoitine — французская фирма-авиапроизводитель, основанная Эмилем Девуатином в 1920 году в Тулузе. В начале компания производила истребители парасольной схемы, которые были не очень востребованы во Франции, но с успехом продавались за границей и строились по лицензии в Италии, Швейцарии и Чехословакии. В ноябре 1927 года пилот Марсель Доре установил на истребителе D.27 мировой рекорд скорости на дистанции 1000 км. Компания была ликвидирована в 1927 году с единственным активным проектом (D.27), который был передан компании EKW в Швейцарии.
Компания была воссоздана в марте следующего года в Париже под названием Société Aéronautique Française (Avions Dewoitine) или SAF. После кратковременного производства D.27 компания выпустила ряд истребителей, таких как D.500, которые стали основой французских ВВС 30-х годов. Также производились гражданские авиалайнеры, такие как D.333 и его производные D.338, которые были разработаны для полётов во Французский Индокитай и в итоге в Гонконг.

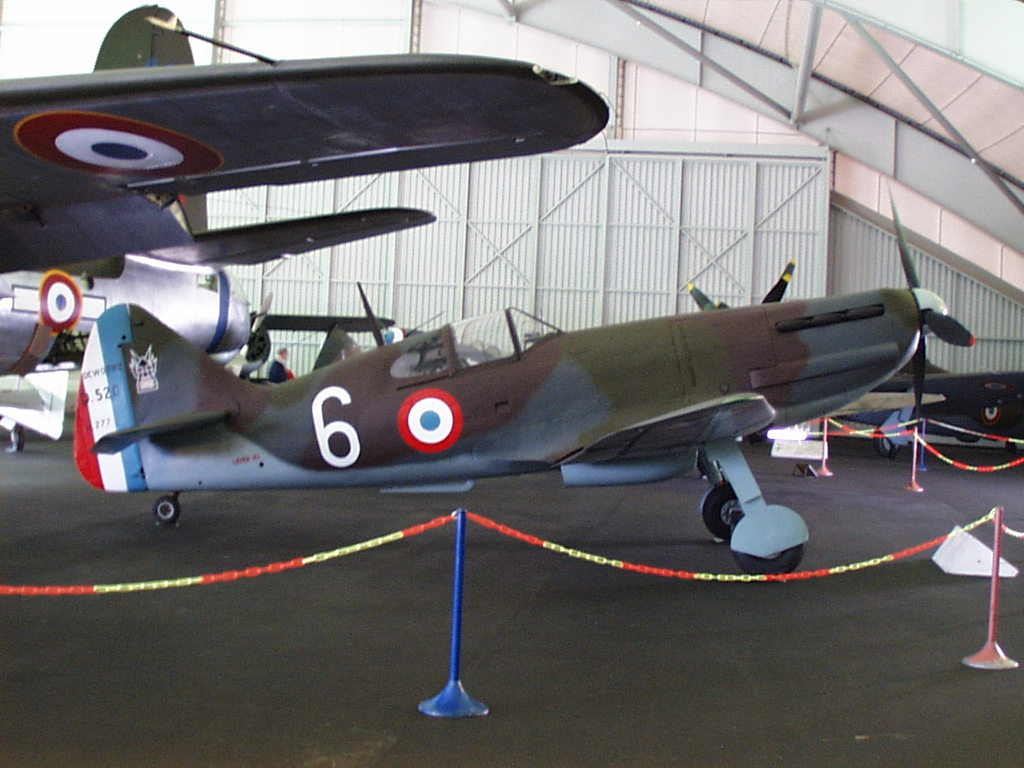
Dewoitine D.520

Компания была национализирована в 1937 году под названием SNCA du Midi или SNCAM и производила D.520, наиболее эффективный французский истребитель к началу Второй мировой войны. Однако, D.520 был произведён в небольших количествах, чтобы представлять сколько-нибудь серьёзную угрозу для Люфтваффе во время битвы за Францию.
В декабре 1940 года Dewoitine была окончательно поглощена компанией SNCASE, с одновременным уходом Эмиля Девуатина в SIPA. После этого самолёты под маркой Dewoitine не выпускались.

## Продукция компании
- Dewoitine D.1
- Dewoitine D.2 проект
- Dewoitine D.3 проект
- Dewoitine D.4 проект
- Dewoitine D.5 проект
- Dewoitine D.6 проект
- Dewoitine D.7
- Dewoitine D.9
- Dewoitine D.10 проект
- Dewoitine D.13 проект
- Dewoitine D.14
- Dewoitine D.15
- Dewoitine D.17 проект
- Dewoitine D.18 проект
- Dewoitine D.19
- Dewoitine D.21
- Dewoitine D.22 проект
- Dewoitine D.23 проект
- Dewoitine D.24 проект
- Dewoitine D.25
- Dewoitine D.26
- Dewoitine D.27
- Dewoitine D.28
- Dewoitine D.30
- Dewoitine D.33
- Dewoitine D.35
- Dewoitine D.332
- Dewoitine D.333
- Dewoitine D.338
- Dewoitine D37 (D.370-D.376)
- Dewoitine D.420 проект
- Dewoitine D.430
- Dewoitine D.440 проект
- Dewoitine D.450 проект
- Dewoitine D.470 проект
- Dewoitine D.480
- Dewoitine D.481
- Dewoitine D.490 проект
- Dewoitine D.500
- Dewoitine D.513
- Dewoitine D.520 (D.520-D.552)
- Dewoitine D.560
- Dewoitine D.580 проект
- Dewoitine D.590 проект
- Dewoitine D.600 проект
- Dewoitine D.640 проект
- Dewoitine D.650 проект
- Dewoitine D.660 проект
- Dewoitine D.680 проект
- Dewoitine D.710 проект
- Dewoitine D.750
- Dewoitine D.760 проект
- Dewoitine D.770
- Dewoitine D.800 проект
- Dewoitine D.810 проект
- Dewoitine D.820 проект
- Dewoitine D.860 проект
- Dewoitine D.900 проект
- Dewoitine HD.460 проект
- Dewoitine HD.730
- Dewoitine P-1